# 梅塔莫拉 (伊利諾伊州)
梅塔莫拉（英語：Metamora）是位於美國伊利諾伊州伍德福德縣的一個村落。

## 地理
梅塔莫拉的座標為40°47′00″N 89°22′00″W / 40.78333°N 89.36667°W，而該地最高點為海拔高度248米（即814英尺）。

## 人口
根據2010年美國人口普查的數據，梅塔莫拉的面積為5.29平方千米，當中陸地面積為5.28平方千米，而水域面積為0.01平方千米。當地共有人口3636人，而人口密度為每平方千米687人。